# Turbomeca Turmo
El Turbomeca Turmo es una familia de motores aeronáuticos turboeje para su uso en helicópteros, fabricado por el constructor aeronáutico francés Turbomeca. Este motor es un desarrollo del diseño Artouste). Las versiones más recientes se construyen en colaboración con Rolls-Royce plc, y el motor se produce bajo licencia en China, como WZ-6 y en Rumanía como Turmo IV-CA.

## Aplicaciones
- Aérospatiale Puma
- Aérospatiale Super Frelon
- Aérospatiale Super Puma
- IAR 330
- Bölkow Bo 46
- Breguet 940
- Breguet 941
- Breguet 941S

### Motores similares
- Klimov TV3-117